# Cliff Barrows
Cliff „Burton“ Barrows (* 6. April 1923 in Ceres (Kalifornien); † 15. November 2016 in Charlotte (North Carolina)) war ein US-amerikanischer Musiker und evangelikaler Geistlicher.

## Leben
Barrows wuchs in Kalifornien auf. Er studierte an der Bob Jones University. Zu seinen Hauptfächern gehörte neben Kirchenmusik auch die Dramatik von William Shakespeare. Nach seinem Studienabschluss im Jahr 1944 wurde er zum Pastor einer Baptistengemeinde ordiniert und arbeitete zunächst drei Jahre lang für die evangelikale Organisation Youth for Christ. Danach war er in verschiedenen Positionen und Funktionen für die Billy Graham Evangelistic Association tätig, unter anderem als Chorleiter und musikalischer Leiter. Barrows war neben Billy Graham, George Beverly Shea und Grady Wilson eine der Personen, die sich einem freiwilligen Verhaltenskodex, dem sogenannten Modesto Manifesto, als Grundsatz ihrer Tätigkeit verpflichteten.  1988 wurde Barrows in die Gospel Music Hall of Fame aufgenommen.